# Austria en los Juegos Europeos de Minsk 2019
Austria participó en los Juegos Europeos de Minsk 2019. Responsable del equipo nacional fue el Comité Olímpico Austríaco.
La portadora de la bandera en la ceremonia de apertura fue la yudoca Bernadette Graf.

## Medallistas
El equipo de Austria obtuvo las siguientes medallas:
| Nombre | Deporte           | Competición                          |
| --- | ----------------- | ------------------------------------ |
| Oro |                   |                                      |
| Bettina Plank | Karate            | Kumite –50 kg F                      |
| Plata |                   |                                      |
| Verena Eberhardt | Ciclismo en pista | Puntuación F                         |
| Bernhard Pickl Franziska Peer | Tiro              | Rifle pos. tendida 50 m equipo mixto |
| Bronce |                   |                                      |
| Andreas Graf Andreas Müller | Ciclismo en pista | Madison M                            |
| Daniel Auer | Ciclismo en ruta  | Ruta M                               |
| Stephan Hegyi | Judo              | +100 kg M                            |
| Daniel Allerstorfer Shamil Borchashvili Marko Bubanja Stephan Hegyi Lukas Reiter Bernadette Graf Sabrina Filzmoser Magdalena Krssakova Michaela Polleres Katharina Tanzer | Judo              | Equipo mixto                         |